# Liste der luxemburgischen Orden und Ehrenzeichen
Diese Liste gibt einen Überblick über die luxemburgischen Orden und Ehrenzeichen.
- Bürgermeister-Medaillen (1830)
- Orden der Eichenkrone (1841)

Wappen des Großherzogtums Luxemburg

- Ehrenzeichen für Rettung aus Gefahr (1843)
- Dienstauszeichnungen (1850)
- Nassauischer Hausorden vom Goldenen Löwen (1858)
- Militär- und Zivildienst-Orden Adolphs von Nassau (1858)
- Medaille für Wissenschaft und Kunst (1858)
- Zivil-Verdienstmedaille (1865)
- Landesfeuerwehr-Ehrenzeichen (1897)
- Erinnerungsmedaille an die Goldene Hochzeit (1901)
- Nassauische Erinnerungsmedaille von 1909 (1909)
- Freiwilligenmedaille 1914–18 (1923)
- Kriegskreuz 1940–1945 (1945)
- Militärmedaille (1945)
- Freiwilligenmedaille 1940–45 (1945)
- Sportverdienstmedaille (1945)
- Orden der Resistenz (1946)
- Militär-Ehren- und Verdienstkreuz (1951)
- Hochzeitserinnerungsmedaille (1953)
- Verdienstorden des Großherzogtums Luxemburg (1961)
- Medaille der Nationalen Anerkennung (1968)
- Verdienstmedaille für Blutspende (1979)
- Hochzeitserinnerungsmedaille (1981)
- Verdienstmedaille für den Zivilschutz (1987)
- Jubiläumsmedaille von 1989 (1989)